# Stefano Brancaccio
Stefano Brancaccio, italijanski rimskokatoliški duhovnik, škof in kardinal, * 1618, Neapelj, † 8. september 1682.

## Življenjepis
5. maja 1660 je bil imenovan za naslovnega nadškofa in apostolskega nuncija.
2. junija 1670 je bil imenovan za nadškofa (osebni naziv) škofa Viterbe e Tuscanie.
1. septembra 1681 je bil povzdignjen v kardinala.